# Lars Evensen

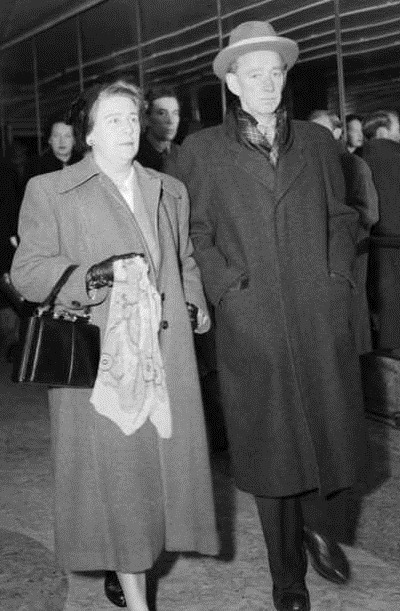
Lars Evensen mit seiner Ehefrau Margit Johanne Foss (1952)

Lars Samuel Myhrer Evensen (* 12. November 1896 in Drøbak, Fylke Akershus; † 19. Januar 1969 in Kristiansand, Fylke Vest-Agder) war ein norwegischer Gewerkschaftsfunktionär und Politiker der Norges Kommunistiske Parti (NKP) sowie später der Arbeiderpartiet, der zwischen 1945 und 1947 Handelsminister in der ersten und zweiten Regierung von Ministerpräsident Einar Gerhardsen und zwischen 1947 und 1953 Industrieminister in der zweiten Regierung Gerhardsen sowie in der Regierung von Ministerpräsident Oscar Torp war. Später bekleidete Evensen, der von 1954 bis 1957 Mitglied des Storting war, zwischen 1954 und 1966 das Amt des Regierungspräsidenten (Fylkesmann) der Provinz Vest-Agder.

## Leben

### Gewerkschaftsfunktionär und Kommunalpolitiker der NKP
Evensen, Sohn des Schmiedemeisters Samuel Anthon Evensen und dessen Ehefrau Laura Myhrer, arbeitete nach dem Schulbesuch zwischen 1914 und 1924 als Arbeiter sowie zuletzt als Geselle in einer Wurstfabrik. Bereits 1915 wurde er Mitglied der Fleischarbeiter-Gewerkschaft in Kristiania sowie 1920 Mitglied des Vorstandes der Norwegischen Gewerkschaft der Fleischindustriearbeiter (Norsk Kjøttindustriarbeiderforbund). 1922 war seine erste Ehefrau Annik Smeby verstorben.
Nach der Spaltung der Arbeiderpartiet trat Evensen der am 4. November 1923 gegründeten Norges Kommunistiske Parti NKP bei und vertrat diese zwischen 1923 und 1928 als Mitglied im Gemeinderat (Herredsstyre) von Lørenskog. Nach dem Besuch der Sozialistischen Tagesschule in Oslo 1924 wurde er zudem Nationaler Sekretär der Norwegischen Gewerkschaft der Fleischindustriearbeiter und gehörte von 1925 bis 1930 auch dem Zentralvorstand der NKP als Mitglied an.
Als Nationaler Sekretär der Gewerkschaft der Fleischindustriearbeiter trat er für eine Fusion mit der Norwegischen Lebensmittelgewerkschaft (Norsk Nærings- og Nytelsesmiddelarbeiderforbund) ein, die jedoch von der Mehrheit der Gewerkschaftsmitglieder abgelehnt wurde. Trotz dieser Haltung und seiner abweichenden Positionen zur politischen Haltung der NKP wurde er 1927 zunächst kommissarischer Vorsitzender sowie 1928 auf der Landesversammlung zum Vorsitzenden der Gewerkschaft der Fleischindustriearbeiter gewählt.
Als Vorsitzender der Gewerkschaft der Fleischindustriearbeiter hatte er maßgeblich Anteil daran, dass die Mitgliederzahl von 500 im Jahr 1924 trotz der Weltwirtschaftskrise auf 1465 im Jahr 1934 wuchs. Sein gewerkschaftliches Engagement war ein maßgeblicher Beitrag zur Neuorganisation bisher unorganisierter Arbeitergruppen im Dachverband der Gewerkschaften LO (Landsorganisasjonen i Norge). Zugleich stärkte die Gewerkschaftsarbeit der Arbeiderpartiet die bei der Wahl vom 17. Oktober 1927 mit 59 der 150 Sitze stärkste Fraktion im Storting wurde und 35 Mandate hinzugewinnen konnte. Die NKP verlor bei dieser Wahl allerdings drei ihrer sechs Mandate. 1928 heiratete er in zweiter Ehe Margit Johanne Foss.

### Rückkehr zur Arbeiderpartiet, Vize-Vorsitzender der LO und Zweiter Weltkrieg
1931 trat Evensen aus der NKP aus und kehrte als Mitglied zur Arbeiderpartiet zurück und war 1933 Absolvent der Nordischen Volkshochschule in Genf.
Auf dem Gewerkschaftskongress 1934 wurde Evensen Sekretär der LO. Er gehörte damit zu einem neuen Führungskreis, da nach dem Sturz von Halvard Olsen Olav Hindahl zum neuen Vorsitzenden und Konrad Nordahl zum Vize-Vorsitzenden der LO gewählt wurde. Nachdem Hindahl 1939 als Arbeitsminister in die Regierung von Ministerpräsident Johan Nygaardsvold berufen wurde und Nordahl dessen Nachfolger als LO-Vorsitzender wurde, übernahm Evensen von diesem die Position als Vize-Vorsitzender des Dachverbandes.
Nach der deutschen Besetzung Norwegens durch das Unternehmen Weserübung flüchtete Evensen zunächst aus Norwegen und hielt über Konrad Nordahl und dem Justiziar der LO, Harald Viggo Hansteen, Kontakt zur Regierung. Von Tromsø aus reisten er und Nordahl zum Nordischen Gewerkschaftskongress nach Stockholm und kehrte nach der Teilnahme am 19. Juni 1940 nach Oslo zurück. Nachdem ihnen die weitere Gewerkschaftsarbeit durch die deutsche Besatzungsmacht verboten wurde, organisierten sie gemeinsam mit Hansteen einen illegalen Gewerkschaftsausschuss, der eine führende Rolle in den norwegischen Organisationen im Widerstand gegen die Besatzungsmacht und der Nationalen Widerstandsbewegung einnahm. Zugleich engagierte sich Evensen auch im sogenannten Kretsen, eine Vorläuferin der Führung der Heimatfront (Hjemmefrontens Ledelse).
Nach der Verhaftung und Hinrichtung von Harald Viggo Hansteen und Rolf Wickstrøm am 10. September 1941 begann die Besatzungsmacht mit der Durchsuchung der LO-Zentrale. Allerdings gelangte Evensen und Nordahl die Flucht nach Stockholm. Anschließend reiste Nordahl nach England, wo er in London das LO-Sekretariat gründete und leitete, während Evensen Gründer und Leiter des LO-Sekretariats in Stockholm war. Zwischenzeitlich wurde er auch Mitarbeiter der Flüchtlingsverwaltung in der Gesandtschaft in Stockholm und übernahm 1944 die Leitung der Flüchtlingsverwaltung, um dort die Rückkehr der Flüchtlinge nach Norwegen vorzubereiten.

### Minister in den Regierungen Gerhardsen und Torp
Nach dem Ende des Zweiten Weltkrieges und der Bildung einer Allparteienregierung (Samlingsregjeringen) unter Ministerpräsident Einar Gerhardsen wurde Evensen am 25. Juli 1945 Handelsminister (Handelsminister) in dieser ersten Regierung Gerhardsens. Dort vertrat er somit nicht nur die Arbeiderpartiet, sondern auch den Gewerkschaftsdachverband LO.
Dieses Ministeramt bekleidete er auch in der zweiten Regierung Gerhardsen, ehe er am 6. Dezember 1947 im Rahmen einer Kabinettsumbildung das neugegründete Amt des Industrieministers (Industriminister) übernahm. Der bisherige Finanzminister Erik Brofoss übernahm stattdessen das neugegründete Amt des Ministers für Handel und Schifffahrt (Handels- og Skipsfartsminister). Das Amt des Industrieministers behielt Evensen auch in der Regierung von Ministerpräsident Oscar Torp bis zum 2. November 1953, wobei Erik Brofoss zwischen dem 18. Mai und dem 15. September 1953 als kommissarischer Industrieminister fungierte.
Während seiner Amtszeit als Handels- und Industrieminister kam es zur Versorgung von 350.000 Menschen mit Elektrizität, 1947 zur Gründung des Aluminiumnehmens ASV (Årdal og Sunndal Verk) mit Fabriken in Årdal und Sunndal sowie 1946 zur Gründung des Eisenwerkes Norsk Jernverk in Mo i Rana. Ferner erfolgte die staatliche Übernahme der Aktienmehrheit an Norsk Hydro sowie zur Gründung des Norwegischen Technisch-Naturwissenschaftlichen Forschungsrates NTNF (Norges teknisk-naturvitenskapelige forskningsråd) sowie des Norwegischen Instituts für Produktivität (Norsk Produktivitetsinstitutt).

### Storting-Mitglied und Fylkesmann von Vest-Agder
Bei der Wahl vom 12. Oktober 1953 wurde Evensen für die Arbeiderpartiet zum Mitglied des Storting gewählt und vertrat dort vom 10. Januar 1954 bis zum Ende dieser Wahlperiode am 10. Januar 1958 die Interessen von Oslo. Zugleich fungierte er in dieser Legislaturperiode vom 22. Januar 1954 bis zum 10. Januar 1958 als Vorsitzender des Storting-Ausschusses für Forstwirtschaft, Wasserressourcen und Industrie.
Gleichzeitig übernahm Evensen 1954 von Alf Frydenberg das Amt des Regierungspräsidenten (Fylkesmann) der Provinz Vest-Agder und übte diese Funktion bis zum Erreichen der Altersgrenze von 70 Jahren 1966 aus. Sein Nachfolger wurde daraufhin der bisherige Regierungspräsident des Fylke Nordland, Bue Fjermeros.
Für seine langjährigen Verdienste, insbesondere in der Nutzung der Wasserkraft, wurde Evensen 1968 zum Kommandeur des Sankt-Olav-Ordens ernannt.

## Veröffentlichungen
- Oslo kjøttindustriarbeiderforenings 30 års historie, 1925
- Norsk kjøttindustriarbeiderforbunds Jubileumsskrift, 1932
- Norsk næringsliv og dets problemer, Mitautor, 1938
- Fagorganisasjonens oppbygning, 1946
- Sverre Steen (Herausgeber): Norges krig 1940–1945, Mitautor, 1947–50

## Hintergrundliteratur
- G. Ousland: Fagorganisasjonens historie, Band 2 und 3, 1949
- A. Skar: Fagorganisasjonens historie, Band 4, 1949
- J. Pedersen: Norsk kjøttindustriarbeiderforbund 1907–57, 1957
- H. Berntsen: To liv – én skjebne, 1995